# Xã Clay, Quận Butler, Kansas
Xã Clay (tiếng Anh: Clay Township) là một xã thuộc quận Butler, tiểu bang Kansas, Hoa Kỳ. Năm 2010, dân số của xã này là 70 người.